# Zoriwka (obwód chersoński)
Zoriwka (ukr. Зорівка) – wieś na południu Ukrainy, w obwodzie chersońskim, w rejonie biłozerskim. Miejscowość liczy 246 mieszkańców.